# 76 mm-es 1902/30 mintájú hadosztályágyú
A 76 mm-es 1902/30 mintájú hadosztályágyú (oroszul: 76-мм дивизионная пушка образца 1902/30 годов) az első világháborús szovjet gyártmányú 76 mm-es 1902 mintájú hadosztályágyú modernizált változata volt, melyet a német–szovjet háború korai szakaszában alkalmaztak.

## Fejlesztés
Az 1902-es mintájú ágyú képezte az Orosz Birodalom tüzérségének gerincét, melyet széles körben alkalmaztak az első világháború és az oroszországi polgárháború alatt, majd az Orosz Birodalom utódállamainál (Szovjetunió, Lengyelország, Finnország) is hadrendben maradt. A löveget más országok is rendszeresítették (Románia, Törökország). 1928-ra az 1902-es tette ki a Vörös Hadsereg 2500 tüzérségi eszközének nagy részét.
Az 1902-es alkalmas volt a továbbfejlesztésre is. 1927–1930 között több, mint húsz modernizált darabot próbáltak ki. Végül úgy határoztak, hogy a Vlagyimir Szidorenko által vezetett csapat permi üzemében kifejlesztett változatát rendszeresítik. A modernizáció eredménye egy részben új löveg drasztikusan megnövelt teljesítménnyel.
A modernizáció magában foglalta a lövegcső 30-ról 40 űrmérethosszúságra növelését, a magassági irányzás lehetőségének növelését az egyszárú lövegtalpba vágott lyukkal, kiegyenlítő mechanizmus és egy új panoráma irányzék felhelyezését. A továbbfejlesztésnek köszönhetően a csőtorkolati sebesség 662 m/s-ra nőtt, a magassági irányzás 17°-ról 37°-ra növekedett, a maximális lőtávolság pedig 8500 méterről 13 290 méterre emelkedett. 1931-től csak az új L/40 lövegcsöveket gyártották. Az 1930-as évek közepére egy új 6,3 kg-os páncéltörő lövedéket vezettek be, így az 1930-as löveg 500 méteres lőtávolságból 30°-os becsapódási szög mellett 56 mm-nyi páncél átütésére, 1000 méteres távolságból 49 mm-nyi páncél átütésére lett képes. A közvetlen irányzású tüzelési hatótávolság 820 méter volt 2 méter magas céltárgy esetében. A modernizált 1930-as löveg könnyedén hatástalanította az 1930-as évek harckocsitípusait, beleértve az új francia Somua S35 és B1 bis harckocsikat is.
A modernizáció viszont nem érintette az alacsony mozgékonyság és a kis fokú oldalirányzás problémájának megoldását, mivel a lövegtalp továbbra is egyszárú, nem szétterpeszthető típusú maradt és nem kapott felfüggesztést sem. A maximális vontatási sebesség 6–7 km/h volt lóvontatás esetén. Ez korlátozta a löveg harckocsi-elhárítási képességeit és elavulttá tette a mozgékonyságot követelő harctereken, így 1937-ben, az új hadosztály-löveg, az F–22 megjelenésekor befejezték gyártását.

## Alkalmazás
1941. június 1-jén a Vörös Hadsereg 2066 darab 1902-es és 2411 darab 1902/30-as löveggel rendelkezett. A német–szovjet háború kezdetekor ezeket a lövegeket fokozatosan kezdték lecserélni a sokkal fejlettebb F–22, F–22USZV és ZISZ–3 76 mm-es hadosztálylövegekre. Azokat a lövegeket, melyeket kivontak a frontról, gyalogsági hadosztályok tüzérségi ezredeihez osztották, míg végül teljesen felváltották őket a ZISZ–3 lövegek.

## Fordítás
- Ez a szócikk részben vagy egészben  a(z)   76 mm divisional gun M1902/30 című angol Wikipédia-szócikk ezen változatának fordításán alapul.  Az eredeti cikk szerkesztőit annak laptörténete sorolja fel. Ez a jelzés csupán a megfogalmazás eredetét és a szerzői jogokat jelzi, nem szolgál a cikkben szereplő információk forrásmegjelöléseként.